# San Nicolás de Tampote
San Nicolás de Tampote är en ort i Mexiko.   Den ligger i kommunen Santa Catarina och delstaten San Luis Potosí, i den centrala delen av landet, 250 km norr om huvudstaden Mexico City. San Nicolás de Tampote ligger 431 meter över havet och antalet invånare är 167.
Terrängen runt San Nicolás de Tampote är huvudsakligen kuperad. San Nicolás de Tampote ligger nere i en dal. Runt San Nicolás de Tampote är det ganska glesbefolkat, med 21 invånare per kvadratkilometer. Närmaste större samhälle är El Puente, 6,3 km väster om San Nicolás de Tampote. I omgivningarna runt San Nicolás de Tampote växer i huvudsak blandskog.